# Europop (album)
Europop è il primo album in studio del gruppo musicale italiano eurodance Eiffel 65, pubblicato il 22 novembre 1999.

## Descrizione
L'album, pubblicato in varie edizioni a seconda del paese, è interamente caratterizzato dall'utilizzo del vocoder e delle sonorità eurodisco ed è stato supportato dall'estrazione di quattro singoli, i quali hanno riscosso un notevolissimo successo commerciale: Blue (Da Ba Dee), Move Your Body, Too Much of Heaven e My Console.
L'album riscosse un ottimo successo raggiungendo la posizione numero 4 della classifica americana Billboard 200 e entrando nella top 25 in numerosi paesi. Ha avuto molto successo anche in Nuova Zelanda.

## Tracce
Versione americana
1. Blue (Da Ba Dee) – 3:29
2. Too Much of Heaven – 5:17
3. Dub in Life – 3:57
4. Living in a Bubble – 5:03
5. Move Your Body – 4:28
6. My Console – 4:13
7. Your Clown – 4:09
8. Another Race – 4:34
9. The Edge – 4:20
10. Now Is Forever – 5:44
11. Silicon World – 4:31
12. Europop – 5:28
13. Hyperlink (Deep Down) – 4:57
14. Blue (Da Ba Dee) (extended mix) – 4:43

Versione europea
1. Too Much of Heaven (album mix) – 5:17
2. Dub In Life (album edit) – 3:57
3. Blue (Da Ba Dee) (DJ Gabry Ponte radio edit) – 4:43
4. Living in a Bubble (feat. Papa Winnie) (album mix) – 5:03
5. Move Your Body – 4:28 (DJ Gabry Ponte original radio edit)
6. My Console (DJ Gabry Ponte Console mix) – 4:13
7. Your Clown (Slow mix) – 4:09
8. Another Race (album edit) – 4:34
9. The Edge (album mix) – 4:20
10. Now Is Forever (Electronic Ballad mix) – 5:44
11. Silicon World (Main mix) – 4:31
12. Europop (Album Kraft mix) – 5:26
13. Hyperlink (Deep Down) (album cut) – 4:57
14. Blue (Da Ba Dee) (extended mix) – 4:43

Disco bonus dell'edizione australiana
1. Nick Skitz Eiffel 65 Megamix – 7:35
2. Blue (Da Ba Dee) (extended mix) – 6:29
3. Blue (Da Ba Dee) (Molinaro Parade German cut) – 2:48
4. Blue (Da Ba Dee) (TJM Bluemax 04 Extension remix) – 6:37
5. Move Your Body (Paris remix) – 7:04
6. Move Your Body (Claywork remix) – 6:28
7. Europop (Parade mix) – 5:14

## Classifiche

### Classifiche settimanali
| Classifica (1999-00) | Posizione massima |
| -------------------- | ----------------- |
| Australia            | 18                |
| Austria              | 16                |
| Canada               | 5                 |
| Danimarca            | 7                 |
| Europa               | 18                |
| Finlandia            | 8                 |
| Francia              | 6                 |
| Germania             | 37                |
| Irlanda              | 38                |
| Italia               | 13                |
| Nuova Zelanda        | 4                 |
| Portogallo           | 6                 |
| Regno Unito          | 12                |
| Stati Uniti          | 4                 |
| Svizzera             | 19                |
| Ungheria             | 3                 |

### Classifiche di fine anno
| Classifica (2000) | Posizione |
| ----------------- | --------- |
| Australia         | 97        |
| Francia           | 52        |
| Nuova Zelanda     | 50        |
| Stati Uniti       | 29        |
| Svizzera          | 86        |